# クリスチャン・アダメス
- クリスチャン・アダムス
- クリスチャン・アダーメス
- クリスティアン・アダメス

クリスチャン・パスカル・アダメス・ポンセ（Cristhian Pascual Adames Ponce, 1991年7月26日 - ）は、ドミニカ共和国サントドミンゴ出身のプロ野球選手（内野手）。右投両打。メキシカンリーグのユカタン・ライオンズ所属。

## 経歴

### プロ入りとロッキーズ時代
2007年9月14日にコロラド・ロッキーズと契約してプロ入り。
2008年、傘下のルーキー級ドミニカン・サマーリーグ・ロッキーズでプロデビュー。51試合に出場して打率.262、8打点、7盗塁を記録した。
2009年もルーキー級ドミニカン・サマーリーグ・ロッキーズでプレーし、36試合に出場して打率.231、1本塁打、19打点、8盗塁を記録した。
2010年はパイオニアリーグのルーキー級キャスパー・ゴースツでプレーし、37試合に出場して打率.290、1本塁打、15打点、4盗塁を記録した。
2011年はA級アッシュビル・ツーリスツでプレーし、108試合に出場して打率.273、8本塁打、44打点、2盗塁を記録した。
2012年はA+級モデスト・ナッツでプレーし、115試合に出場して打率.280、2本塁打、54打点、4盗塁を記録した。オフの11月20日にロッキーズとメジャー契約を結び、40人枠入りを果たした。
2013年3月5日にロッキーズと1年契約に合意。11日にAAA級コロラドスプリングス・スカイソックスへ異動した。この年はAA級タルサ・ドリラーズでプレーし、107試合に出場して打率.267、3本塁打、36打点、13盗塁を記録した。
2014年3月9日にロッキーズと1年契約に合意。13日にAAA級コロラドスプリングスへ異動し、開幕をAA級タルサで迎えた。AA級タルサでは84試合に出場し、7月にAAA級コロラドスプリングスへ昇格。9試合に出場し、7月29日にメジャーへ昇格した。同日のシカゴ・カブス戦でメジャーデビュー。延長10回裏から遊撃の守備に就き、3打数無安打に終わった。翌30日にAAA級コロラドスプリングスへ降格した。最終的に7試合に出場し、メジャー初安打を記録したが、3打席に1度の割合で三振を喫した。
2015年は26試合に出場して打率.245、3打点を記録した。
2016年は121試合に出場して打率.218、2本塁打、17打点、2盗塁を記録した。
2017年4月30日にDFAとなり、5月5日に40人枠を外れる形でAAA級アルバカーキ・アイソトープスへ配属された。オフの11月6日にFAとなった。

### マーリンズ傘下時代
2017年12月15日にマイアミ・マーリンズとマイナー契約を結び、2018年のスプリングトレーニングに招待選手として参加することになった。シーズン通して傘下のAAA級ニューオーリンズ・ベビーケークスでプレーし、メジャーに昇格することはなかった。オフの11月2日にFAとなった。

### カブス傘下時代
2019年1月21日にカブスとマイナー契約を結んだ。シーズンでは開幕から主に傘下のAAA級アイオワ・カブスでプレーしていたが、7月5日に自由契約となった。

### ジャイアンツ時代
2019年7月12日にサンフランシスコ・ジャイアンツとマイナー契約を結び、移籍後は傘下のAAA級サクラメント・リバーキャッツでプレーした。9月14日にメジャー契約を結んでアクティブ・ロースター入りした。オフの11月1日にマイナー契約でAAA級サクラメントへ配属された。
2020年11月2日にFAとなった。

### メキシカンリーグ時代
2022年3月21日にメキシカンリーグのサルティーヨ・サラペメーカーズと契約したが、開幕前に退団し、4月23日にユカタン・ライオンズと契約した。

## 詳細情報

### 年度別打撃成績
| 年 度    | 球 団    | 試 合 | 打 席 | 打 数 | 得 点 | 安 打 | 二 塁 打 | 三 塁 打 | 本 塁 打 | 塁 打 | 打 点 | 盗 塁 | 盗 塁 死 | 犠 打 | 犠 飛 | 四 球 | 敬 遠 | 死 球 | 三 振 | 併 殺 打 | 打 率 | 出 塁 率 | 長 打 率 | O P S |
| -------- | -------- | ----- | ----- | ----- | ----- | ----- | -------- | -------- | -------- | ----- | ----- | ----- | -------- | ----- | ----- | ----- | ----- | ----- | ----- | -------- | ----- | -------- | -------- | ----- |
| 2014     | COL      | 7     | 15    | 15    | 1     | 1     | 0        | 0        | 0        | 1     | 0     | 0     | 0        | 0     | 0     | 0     | 0     | 0     | 5     | 1        | .067  | .067     | .067     | .133  |
| 2015     | COL      | 26    | 58    | 53    | 4     | 13    | 1        | 1        | 0        | 16    | 3     | 0     | 1        | 1     | 0     | 3     | 1     | 1     | 11    | 0        | .245  | .298     | .302     | .600  |
| 2016     | COL      | 121   | 256   | 225   | 25    | 49    | 7        | 3        | 2        | 68    | 17    | 2     | 3        | 4     | 0     | 24    | 0     | 4     | 47    | 5        | .218  | .304     | .302     | .607  |
| 2017     | COL      | 12    | 14    | 13    | 1     | 0     | 0        | 0        | 0        | 0     | 0     | 0     | 0        | 0     | 0     | 1     | 0     | 0     | 6     | 0        | .000  | .071     | .000     | .071  |
| 2019     | SF       | 10    | 24    | 22    | 1     | 7     | 1        | 0        | 0        | 8     | 2     | 0     | 0        | 0     | 0     | 2     | 0     | 0     | 8     | 0        | .318  | .375     | .364     | .739  |
| MLB：4年 | MLB：4年 | 176   | 367   | 328   | 32    | 70    | 9        | 4        | 2        | 93    | 22    | 2     | 4        | 5     | 0     | 30    | 1     | 5     | 77    | 6        | .213  | .289     | .284     | .573  |

- 2021年度シーズン終了時

### 年度別守備成績
| 年 度 | 球 団 | 一塁（1B） | 一塁（1B） | 一塁（1B） | 一塁（1B） | 一塁（1B） | 一塁（1B） | 二塁（2B） | 二塁（2B） | 二塁（2B） | 二塁（2B） | 二塁（2B） | 二塁（2B） | 三塁（3B） | 三塁（3B） | 三塁（3B） | 三塁（3B） | 三塁（3B） | 三塁（3B） | 遊撃（SS） | 遊撃（SS） | 遊撃（SS） | 遊撃（SS） | 遊撃（SS） | 遊撃（SS） |
| 年 度 | 球 団 | 試 合      | 刺 殺      | 補 殺      | 失 策      | 併 殺      | 守 備 率   | 試 合      | 刺 殺      | 補 殺      | 失 策      | 併 殺      | 守 備 率   | 試 合      | 刺 殺      | 補 殺      | 失 策      | 併 殺      | 守 備 率   | 試 合      | 刺 殺      | 補 殺      | 失 策      | 併 殺      | 守 備 率   |
| ----- | ----- | ---------- | ---------- | ---------- | ---------- | ---------- | ---------- | ---------- | ---------- | ---------- | ---------- | ---------- | ---------- | ---------- | ---------- | ---------- | ---------- | ---------- | ---------- | ---------- | ---------- | ---------- | ---------- | ---------- | ---------- |
| 2014  | COL   | -          | -          | -          | -          | -          | -          | 2          | 2          | 6          | 0          | 2          | 1.000      | -          | -          | -          | -          | -          | -          | 5          | 6          | 10         | 0          | 2          | 1.000      |
| 2015  | COL   | -          | -          | -          | -          | -          | -          | 2          | 4          | 7          | 0          | 1          | 1.000      | -          | -          | -          | -          | -          | -          | 13         | 15         | 30         | 2          | 8          | .957       |
| 2016  | COL   | -          | -          | -          | -          | -          | -          | 11         | 15         | 14         | 1          | 3          | .967       | 11         | 1          | 3          | 0          | 1          | 1.000      | 47         | 52         | 121        | 5          | 20         | .972       |
| 2017  | COL   | 1          | 2          | 0          | 0          | 0          | 1.000      | 1          | 0          | 0          | 0          | 0          | ----       | -          | -          | -          | -          | -          | -          | 1          | 1          | 1          | 0          | 0          | 1.000      |
| 2019  | SF    | -          | -          | -          | -          | -          | -          | 4          | 4          | 2          | 0          | 0          | 1.000      | 3          | 3          | 6          | 0          | 2          | 1.000      | -          | -          | -          | -          | -          | -          |
| MLB   | MLB   | 1          | 2          | 0          | 0          | 0          | 1.000      | 20         | 25         | 29         | 1          | 6          | .982       | 14         | 4          | 9          | 0          | 3          | 1.000      | 66         | 74         | 162        | 7          | 30         | .971       |

- 2021年度シーズン終了時

### 背番号
- 10（2014年）
- 18（2015年 - 2017年）
- 14（2019年）